# Janez Drnovšek
Janez Drnovšek (Celje, Eslovenia; 17 de mayo de 1950-23 de febrero de 2008) fue un político esloveno, presidente de la República de Eslovenia entre 2003 y 2007. También fue presidente de la República Federal Socialista de Yugoslavia y secretario general del Movimiento de Países No Alineados (MPNA) entre 1989 y 1990.

## Biografía
Janez Drnovšek defiende su tesis de economía en 1986 en la Universidad de Maribor, trabajando a la vez en un banco de la región de Zasavje, a orillas del río Sava, pero también, durante un año, trabajó como consejero económico de la embajada de Yugoslavia en Egipto. Ese mismo año es llamado al parlamento de la República Socialista de Eslovenia, así como a la Cámara de las Provincias y de las Repúblicas Federales Yugoslavas.
Hablaba inglés, francés, español, alemán y serbocroata, habiendo escrito directamente en castellano el ensayo político "El laberinto de los Balcanes", donde relata cómo llegó a ser presidente de Eslovenia y cómo vivió en el cargo el devenir del conflicto balcánico.
En 1989, Stane Dolanc, uno de los miembros que representaban a los eslovenos en la presidencia colectiva de la República Federal Socialista de Yugoslavia, se retira. El gobierno esloveno decide organizar elecciones entre dos candidatos para encontrar un sustituto. Janez Drnovšek, hasta entonces poco conocido, se enfrenta al candidato del gobierno Marko Bulc.
Drnovšek se convierte así en el primer político elegido por la población en toda la República Federal Socialista de Yugoslavia. Los otros gobiernos de las restantes repúblicas yugoslavas rechazan esa nueva forma de designación de representantes. El Parlamento esloveno nombra a Drnovšek según el procedimiento habitual para ratificar la elección de los eslovenos. Se convierte en presidente de la presidencia colectiva, así como en secretario general del Movimiento de Países de No Alineados y Comandante en Jefe del Ejército Popular Yugoslavo entre 1989 y 1990.
Eslovenia proclama su independencia el 25 de junio de 1991, siendo Drnovšek uno de los más activos defensores de este proceso independentista.
Entre 1992 y 2002, Drnovšek es el presidente de Liberalna Demokracija Slovenije (Democracia Liberal de Eslovenia), heredero del Partido Comunista Esloveno. Es elegido al puesto de primer ministro de la República de Eslovenia independiente en 1992, sucediendo a Lojze Peterle. Se convierte en el segundo presidente en 2003 derrotando a Barbara Bezigar el 22 de diciembre de 2002. Sucede a Milan Kučan en ese puesto.
Drnovšek dirigió Eslovenia durante más de diez años. En el plano económico, permitió la transición sin contratiempos de una economía planificada a una economía de mercado. Eslovenia posee el puesto nº27 en el IDH de las Naciones Unidas.
En 2005, Drnovsek cambió su estilo de vida y se hizo vegano por razones éticas hacia los demás animales. Afirmó que de esta manera mejoró su mal estado de salud.
Janez Drnovšek falleció en su casa de Zaplana (Eslovenia) el 23 de febrero de 2008, a la edad de 57 años.